# 貝利冰川
64°37′S 61°50′W / 64.617°S 61.833°W
貝利冰川是南極洲的冰川，位於南極半島西岸丹科海岸，最終注入班克羅夫特灣，由英國探險隊繪入地圖，以地質學家命名，現時由南極條約體系管理。